# 多爾氏平鮋
多爾氏平鮋，為輻鰭魚綱鮋形目鮋亞目平鮋科的其中一種，為亞熱帶海水魚，分布於中東太平洋美國加州舊金山至墨西哥下加利福尼亞海域，棲息深度18-256公尺，體長可達25公分，棲息在軟底質底層水域，卵胎生，幼魚具漂浮性，生活習性不明，具有毒性。

## 文献
- Froese, R. & Pauly, D. (eds.) (2014). Sebastes dallii. FishBase. Version 2014-06.